# 倒裝
倒裝（anastrophe），又稱倒置、倒句，是把詞語或句子內的重要部分置前以作強調，是修辭法的一種。

## 分类
漢語的句子的順序，為「主─謂─賓」，但在文言文中，句子成分的順序會發生變化的，這就是倒裝句，即指文言文中一些句子順序出現了顛倒的情況。一般會把重要部分放於最前，以強調此部分。倒裝句常見於吳語、現代標準漢語、文言文、粵語、英語及日語中。

### 謂語前置（主謂倒裝或主語後置）
古漢語中，謂語的位置也和現代漢語中一樣，一般放在主語之後，但有時為了強調和突出謂語的意義，在一些疑問句或感歎句中，就把謂語提前到主語前面。如：「甚矣，汝之不惠！」（〈愚公移山〉）實際上是 "汝之不惠甚矣！"

### 賓語前置
文言文中，動詞或介詞的賓語，一般置於動詞或介詞之後，但在一定條件下，賓語會前置，其條件是：
第一、疑問句中，疑問代詞作賓語，賓語前置。這類句子，介詞的賓語也是前置的。如：「沛公安在？」（《史記．項羽本記》）這種類型的句子關鍵是作賓語的疑問代詞（像：誰、何、奚、曷、胡、惡、安、焉等）。值得注意的是，介詞「以」的賓語比較活躍，即使不是疑問代詞，也可以前置。如：「餘是以記之，以俟觀人風者得焉。」（柳宗元〈捕蛇者說〉）其中的「是」是一般代詞，但也前置了。
第二、文言否定句中，代詞作賓語，賓語前置。這類句子有兩點要注意，一是否定句（一般句中必須有「不」、「未」、「毋」、「無」、「莫」等否定詞）；二是代詞作賓語。如：「時人莫之許也。」（陳壽《三國志．諸葛亮傳》）正常語序應該是「時人莫許之也。」
第三、用「之」或「是」把賓語提前取動詞前，以突出強調賓語。這時的「之」只是賓語前置的標誌，沒有什麼實在意義。如：「句讀之不知，惑之不解。」（韓愈〈師說〉）有時，還可以在前置的賓語前加上一個範圍副詞「唯」，構成「唯……是……」的格式。如：「唯利是圖」、「唯命是從」等。
第四、介詞賓語前置的情況除了第一種情況外，還有一種情況，就是方位詞、時間詞作賓語時，有時也前置；例如：「亞父南向坐。」（《史記．項羽本記》）意思是「亞父面向南坐。」

#### 英语示例
- Here you are. （You are here.）

### 定語後置
文言文中，定語的位置一般也在中心詞前邊，但有時為了突出，中心詞的地位，強調定語所表現的內容，或使語氣流暢，往往把定語放在中心詞之後，並用「者」結句，形成「中心詞＋後置定語＋者」或「中心詞＋之＋後置定語＋者」的形式。如：「求人可使報秦者，未得。」（《史記．廉頗藺相如列傳》）以及：「石之鏗然有聲者，所在皆是也。」（蘇軾〈石鍾山記〉）等。應注意的是，文言文中定語後置只限於表示修飾關係的句子，表領屬關係的定語則不後置。　

### 状语后置（介詞結構作狀語）
後置介詞結構即介賓短語，文言文中常見的是用「以」、「於」組成的介賓短語，作狀語後置有以下幾種情況：第一、用介詞「於」組成的介賓短語在文言文中大都處在補語的位置，譯成現代漢語時，除少數仍作補語外，大多數都要移到動詞前作狀語。如：「青，取之于藍，而青于藍。」（荀子〈勸學〉）兩個「于藍」在翻譯時，都要放在動詞前做狀語。第二、介詞「以」組成的介賓短語，在今譯時，一般都作狀語。如：「具告以事。」（《史記．項羽本記》）即「以事具告。」這種句子往往是承前省略了動詞賓語，實際就是「以事具告（之）。」還有一種情況要注意，介詞「乎」組成的介賓短語在補語位置時，在翻譯時，可視情況而定其成分。如：「生乎吾前，其聞道也固先乎吾。」（韓愈〈師說〉）句子中的「生乎吾前」既可譯為「在我的前面出生」，作狀語，又可譯為「生在我的前面」，作補語，一般來說仍作補語，而「固先乎吾」的「乎吾」則一定要作狀語。

## 例子
- 噫！微斯人，吾誰與歸！（吾与谁归!） [4]
- 歌曲《雨的旋律》：雨啊！請你為我音訊帶。（為我帶音訊）
- 歌曲《今宵多珍重》：我倆臨別依依，怨太陽快昇東。（怨太陽昇東快）